# Millie Jackson
Millie Jackson (Thomson, 15 juli 1944) is een Amerikaanse R&B- en soulzangeres die ook uitstapjes maakte naar de disco, hiphop, pop, rock en country. Jackson wisselt zang vaak af met lange, humoristische stukken gesproken tekst. Haar muziek uit de jaren zeventig en tachtig van de twintigste eeuw heeft vrouwelijke rappers beïnvloed. Door haar vaak seksueel expliciete teksten is haar bijnaam de "Queen of Sex 'n' Soul".

## Vroege leven
Millie Jackson wordt op 15 juli 1944 geboren in het stadje Thompson (Georgia) als dochter van een landbouwer. Haar moeder sterft als Millie nog een kind is. Millie woont een aantal jaar bij haar diepreligieuze grootouders. Als ze vijftien is, verhuist ze met haar vader naar Newark (New Jersey). Niet veel later vertrekt Millie naar een tante in Brooklyn (New York). Af en toe werkt ze als model voor onder andere de Jive en Sepia.

## Carrière
Jacksons carrière begint als ze meedoet aan een talentenjacht in Harlem in 1964; ze wint overtuigend. Aanvankelijk is Jackson verbonden aan "MGM Records", maar al snel verbindt ze zich langdurig aan "Spring Records".
Jacksons eerste hitsingle is "A Child of God (It's Hard to Believe)" uit 1971, die tot plaats 22 komt in de R&B-lijst. In 1972 heeft Millie haar eerste top-10-R&B-hit met "Ask Me What You Want". "My Man, A Sweet Man" behaalt zelfs een zevende plek in de R&B-lijst. Jacksons grootste hit is "It Hurts So Good": het behaalt de derde plaats op de Amerikaanse R&B-lijst en komt tot #24 op de Billboard Hot 100. Dit nummer is ook te horen in de blaxploitationfilm Cleopatra Jones.
Het nummer "If Loving You Is Wrong (I Don’t Want to Be Right)" van het album Caught Up is genomineerd geweest voor een Grammy. Deze lp is het eerste succesvolle conceptalbum van een vrouwelijke artiest. Op het album wordt een driehoeksverhouding beschreven vanuit zowel het perspectief van de echtgenote als de minnares. Deze plaat is ook het eerste album waarop Millies unieke stijl van rap is te horen. Ook is het haar eerste album dat goud behaalt in de Verenigde Staten. Andere albums die goud worden volgens de standaarden van de RIAA zijn Feeling Bitchy uit 1977 en Get It Out'cha System uit 1978.
Als "Spring Records" in 1984 ophoudt te bestaan stapt Millie Jackson over naar "Jive Records". Ook nu behaalt ze hits, waaronder "Hot! Wild! Unrestricted Crazy Love" en "Love Is A Dangerous Game". Beide nummers krijgen een top-10-notering in de R&B-hitlijst. In 1985 zingt ze een duet met Elton John, "Act of War". 
Millie Jacksons succes is bijzonder te noemen. Door haar vaak seksueel expliciete teksten is ze bijna niet gedraaid op de radio: meestal een vereiste voor commercieel succes. Zelfs Jacksons albums met "keurige" teksten werden niet gedraaid: die zouden "niet Millie genoeg" zijn.
In 1991 schrijft ze een toneelstuk, Young Man, Older Woman, naar de titel van een eerder album.
Jackson is te horen in het nummer "Am I wrong" van Etienne de Crécy, met een sample van haar nummer "If loving you is wrong".
Millie Jackson heeft nu haar eigen platenlabel: "Weird Wreckuds". Tot 2012 hostte ze een eigen middagradioshow op "KKDA 730 AM" (Dallas (Texas)); van 15:00 tot 18:00 verzorgde ze, vanuit haar huis in Atlanta, een uitzending.

## Discografie

### Albums
| Jaar | Album                              | Billboard Hot 100 | US R&B | UK | Waardering   |
| ---- | ---------------------------------- | ----------------- | ------ | -- | ------------ |
| 1972 | Millie Jackson Jackson             | 166               | —      | —  |              |
| 1973 | It Hurts So Good                   | 175               | 13     | —  |              |
| 1974 | I Got To Try It One Time           | —                 | —      | —  |              |
| 1974 | Caught Up                          | 21                | 4      | —  | - RIAA: Goud |
| 1975 | Still Caught Up                    | 112               | 27     | —  |              |
| 1976 | Free And In Love                   | —                 | 17     | —  |              |
| 1977 | Feelin' Bitchy                     | 34                | 4      | —  | - RIAA: Goud |
| 1977 | Lovingly Yours                     | 175               | 44     | —  |              |
| 1978 | Get It Out'cha System              | 55                | 14     | —  | - RIAA: Goud |
| 1979 | A Moment's Pleasure                | 144               | 47     | —  |              |
| 1979 | Royal Rappin's (met Isaac Hayes)   | 80                | 17     | —  |              |
| 1979 | Live & Uncensored                  | 94                | 22     | 81 |              |
| 1980 | For Men Only                       | 100               | 23     | —  |              |
| 1980 | I Had To Say It                    | 137               | 25     | —  |              |
| 1981 | Just a Li'l Bit Country            | 201               | 43     | —  |              |
| 1982 | Hard Times                         | 201               | 29     | —  |              |
| 1982 | Live And Outrageous (Rated XXX)    | 113               | 11     | —  |              |
| 1983 | E.S.P. (Extra Sexual Persuasion)   | —                 | 40     | 59 |              |
| 1986 | An Imitation of Love               | 119               | 16     | —  |              |
| 1988 | The Tide Is Turning                | —                 | —      | —  |              |
| 1989 | Back to the S t!                   | —                 | 79     | —  |              |
| 1991 | Young Man, Older Woman             | —                 | —      | —  |              |
| 1993 | Young Man, Older Woman: Cast Album | —                 | —      | —  |              |
| 1994 | Rock N' Soul                       | —                 | —      | —  |              |
| 1995 | It's Over                          | —                 | —      | —  |              |
| 1997 | The Sequel, It Ain't Over          | —                 | —      | —  |              |
| 2001 | Not for Church Folk!               | —                 | —      | —  |              |

### Singles
- "A Child of God (It's Hard to Believe)" (VS: #102)
- "Ask Me What You Want" (VS: #27)
- "My Man, A Sweet Man" (VS: #42), (VS R&B: #7) (VK: #50)[4]
- "Breakaway" (VS: #110)
- "It Hurts So Good" (VS: #24), (VS R&B: #3)
- "I Miss You Baby"
- "How Do You Feel the Morning After" (VS: #77)
- "I'm Through Trying To Prove My Love To You"
- "I Got to Try It One Time"
- "(If Loving You Is Wrong) I Don't Want to Be Right" (VS: #42)
- "Leftovers" (VS: #87)
- "Loving Arms"
- "The Rap"
- "Bad Risk"
- "Feel Like Making Love"
- "There You Are"
- "I Can't Say Goodbye"
- "If You're Not Back in Love By Monday" (VS: #43)
- "A Love of Your Own"
- "All The Way Lover" (VS: #102)
- "Sweet Music Man" (VS R&B #33)
- "Keep The Home Fire Burnin'" (VS R&B #83)
- "Never Change Lovers In The Middle of The Night" (VS R&B: #33)
- "We Got To Hit It Off" (VS R&B #56)
- "A Moment's Pleasure" (VS R&B #70)
- "Kiss You All Over"
- "Despair"
- "Do You Wanna Make Love" feat. Isaac Hayes (VS R&B #30)
- "This Is It (Part I) (VS R&B #88)
- "You Never Cross My Mind"
- "I Can't Stop Loving You" (VS R&B #62)
- "Anybody That Don't Like Millie Jackson"
- "I Had to Say It"
- "It's Gonna Take Some Time This Time"
- "Special Occasion" (VS R&B #51)
- "E.S.P."
- "I Feel Like Walkin' In The Rain" (VK: #55)
- "Sister in the System"
- "Hot! Wild! Unrestricted! Crazy Love" (VS R&B #9) (VK: #99)
- "Act of War" feat. Elton John (VK: #32)
- "It's A Thang" (VS R&B #79)
- "Love Is A Dangerous Game" (VS R&B #6) (VK: #81)
- "An Imitation of Love" (VS R&B #58)
- "Something You Can Feel" (VS R&B #45)
- "You Knocked the Love (Right Outta My Heart)"
- "Will You Love Me Tomorrow"
- "Young Man, Older Woman"
- "Living With A Stranger"
- "Taking My Life Back"
- "Love Quake"
- "Check in the Mail"
- "Chocolate Brown Eyes"
- "Breaking Up Somebody's Home"
- "The Lies That We Live"
- "Did You Think I Wouldn't Cry"
- "Butt-A-Cize"
- "Leave Me Alone"
- "Black Bitch Crazy"

## Chart singles
| 1971 | "A Child of God"                                    | 102 | 22   |    |
| 1972 | "Ask Me What You Want"                              | 27  | 4    |    |
| 1972 | "My Man, a Sweet Man"                               | 42  | 7    | 50 |
| 1972 | "I Miss You Baby"                                   | 95  | 22   |    |
| 1973 | "Breakaway"                                         | 110 | 16   |    |
| 1973 | "It Hurts So Good"                                  | 24  | 3    |    |
| 1974 | "I Got To Try It One Time"                          |     | 21   |    |
| 1974 | "How Do You Feel the Morning After"                 | 77  | 11   |    |
| 1975 | "The Rap"                                           |     | 42   |    |
| 1975 | "(If Loving You Is Wrong) I Don't Want to Be Right" | 42  | flip |    |
| 1975 | "I'm Through Trying To Prove My Love To You"        |     | 58   |    |
| 1975 | "Leftovers"                                         | 87  | 17   |    |
| 1975 | "Loving Arms"                                       |     | 45   |    |
| 1976 | "Bad Risk"                                          |     | 24   |    |
| 1976 | "There You Are"                                     |     | flip |    |
| 1976 | "Feel Like Making Love"                             |     | 71   |    |
| 1977 | "I Can't Say Goodbye"                               |     | 40   |    |
| 1977 | "A Love of Your Own"                                |     | 87   |    |
| 1977 | "If You're Not Back In Love By Monday"              | 43  | 5    |    |
| 1978 | "All the Way Lover"                                 | 102 | 12   |    |
| 1978 | "Sweet Music Man"                                   |     | 33   |    |
| 1978 | "Keep the Home Fires Burnin'"                       |     | 83   |    |
| 1979 | "Never Change Lovers In the Middle of the Night"    |     | 33   |    |
| 1979 | "A Moment's Pleasure"                               |     | 70   |    |
| 1979 | "We Got To Hit It Off"                              |     | 56   |    |
| 1979 | "Do You Wanna Make Love"(met Isaac Hayes)           |     | 30   |    |
| 1980 | "Didn't I Blow Your Mind"                           |     | 49   |    |
| 1980 | "You Never Cross My Mind"(met Isaac Hayes)          |     | 78   |    |
| 1980 | "Despair"                                           |     | 61   |    |
| 1980 | "This Is It (Part One)"                             |     | 88   |    |
| 1981 | "I Can't Stop Loving You"                           |     | 62   |    |
| 1982 | "Special Occasion"                                  |     | 51   |    |
| 1983 | "I Feel Like Walking In the Rain"                   |     | 58   | 55 |
| 1985 | "Act of War"(met Elton John)                        |     |      | 32 |
| 1986 | "Hot Wild Unrestricted Crazy Love"                  |     | 9    | 99 |
| 1987 | "Love Is a Dangerous Game"                          |     | 6    | 81 |
| 1987 | "An Imitation of Love"                              |     | 58   |    |
| 1987 | "It's a Thang"                                      |     | 79   |    |
| 1987 | "Be Yourself"(met Whodini)                          |     | 20   |    |
| 1988 | "Something You Can Feel"                            |     | 45   |    |

- Bibliothèque nationale de France: cb13974775c (data)
- Gemeinsame Normdatei: 134415396
- International Standard Name Identifier: 0000 0000 5519 5491
- Library of Congress Control Number: n92047680
- MusicBrainz: 50e7cc0b-a74e-44b1-a22f-3cd9361d82dd
- Nationale Bibliotheek van Israël: 987007408574705171
- Nederlandse Thesaurus van Auteursnamen: 071980776
- Istituto Centrale per il Catalogo Unico: CAGV309901
- SNAC: w62b91q4
- Virtual International Authority File: 74045268
- WorldCat: E39PBJbWxv3fF3PPr4DQvRMQMP